# برترین ویدئوهای محبوب – تاریخ
برترین ویدیوهای محبوب - تاریخ (به انگلیسی: Video Greatest Hits – HIStory) نام کلکسیونی از بهترین نماهنگ‌های ویدئویی مایکل جکسون خوانندهٔ مشهور آمریکایی تا سال ۱۹۹۲ است که در سال ۱۹۹۵ بر روی نوارهای ویدئویی (VHS) منتشر شد و در سال ۲۰۰۱ بر روی دی‌وی‌دی عرضه شد. در نسخه دی‌وی‌دی این مجموعه اصلاحاتی انجام شده و همچنین صدای این مجموعه دالبی ۵٫۱ است.

## فهرست
1. «خودت را نگه دار» Brace Yourself
2. «بیلی جین» Billie Jean
3. «حسی که تو به من میدی» The Way You Make Me Feel
4. «سیاه یا سفید» Black or White
5. «رقص با تو» Rock with You
6. «بد» Bad
7. «تریلر» Thriller
8. «بزن به چاک» Beat It
9. «زمان رو به یاد بیار» Remember the Time"
10. «تا به اندازهٔ کافی گیرت نیومده بس نکن» Don't Stop 'til You Get Enough
11. «دنیا را التیام بده» Heal the World

## افزوده‌ها به دی‌وی‌دی
- نسخهٔ کامل ۹ دقیقه‌ای آهنگ «حسی که تو به من میدی»
- ویدئو «سیاه یا سفید» همراه با قسمت «پلنک سیاه»
- نسخهٔ کامل ۱۸ دقیقه‌ای موزیک ویدئو بد
- صدای دالبی دیجیتال ۵٫۱
- آهنگ‌شناسی (Discography)
- متن‌های برگزیده (Optional Lyrics)